# Petra Wolf
Petra Wolf (* 16. August 1962 in Kassel) ist eine deutsche Tiermedizinerin und Professorin an der Universität Rostock.

## Leben
Wolf studierte von 1983 bis 1988 Veterinärmedizin an der Tierärztlichen Hochschule Hannover. Bei Josef Kamphues promovierte sie 1988 bis 1990 über den „Einfluss einer kombinierten Gabe von geschützten Fetten und Proteinen auf verdauungsphysiologische Parameter beim Schaf“. Von 1990 bis 1993 war sie Wissenschaftliche Mitarbeiterin am Institut für Tierernährung der Freien Universität Berlin. Von 1993 bis 1998 war Wolf Akademische Rätin a. Z. am Institut für Tierernährung der Stiftung Tierärztliche Hochschule. Danach war sie bis 2014 Leiterin des Dienstleistungsbereiches des Institutes für Tierernährung in Hannover. 1999 Fachtierärztin für Tierernährung und Diätetik. 2009 erhielt sie das „Diplomate of the European College of Veterinary an Comparative Nutrition“ (ECVCN) und 2010 das „Diplomate of the European College of Porcine Health Management“ (ECPHM).
Seit 2014 hält sie die Professur für Ernährungsphysiologie und Tierernährung an der Universität Rostock. 2015 erhielt sie die Weiterbildungsermächtigung zum Diplomate (Internationaler Fachtierarzt) des Colleges of Veterinary and Comparative Nutrition sowie 2016 für das Fach „Tierernährung und Diätetik“. Seit 2017 ist sie Mitglied im Fakultätsrat und Studiendekanin der Universität Rostock.

## Mitgliedschaften
- Akademie für Tierärztliche Fortbildung
- Deutsche Veterinärmedizinische Gesellschaft
- European Society of Veterinary and Comparative Nutrition
- World Rabbit Science Association
- Zoologische Gesellschaft für Arten- und Populationsschutz

## Auszeichnungen
- 2004: Forschungspreis der Deutschen Veterinärmedizinischen Gesellschaft – Fachgruppe Vogel
- 2005: First Award der European Society of Veterinary and Comparative Nutrition
- 2007: First Award auf dem 2nd International Symposium on Pet Bird Nutrition
- 2009: Forschungspreis der Deutschen Veterinärmedizinische Gesellschaft – Fachgruppe Pferd
- 2010: First Award der Loro Parque Fundacion als beste Sprecherin im Rahmen des VII. Papageienkongresses auf Teneriffa/Spanien[13]
- 2011: Helmut-Meyer-Award für das Kooperationsprojekt „Feces quality and digestibility of a combined diet based on raw hulled shred acorns from Downy oak (Quercus pubescens) in pigs“ mit Maria Grazia Cappai, Petra Rust, Walter Pinna, Josef Kamphues
- 2013: Helmut-Meyer-Award für das Forschungsprojekt „Effects of different vitamine C levels in the diet on the urinary pH-level in rabbits“ mit Birgit Zumbrock, Josef Kamphues

## Schriften

### Monographien
- mit Cornelia Ewering, Claudia Rade, Natalie Dillitzer: Von Barfen über vegetarisch bis Fertigfutter – Kompendium zu aktuellen Trends in der Heimtierfütterung. MARS Petcare, Verden 2016, ISBN 978-3-00-054285-5.
- mit Bärbel Oftring: Vogelfutterpflanzen aus Natur und Garten. Beliebte Futterpflanzen für Ziervögel und Ziergeflügel Anbau, Ernte, Eignung, Wirkung. Arndt, Bretten 2019, ISBN 978-3-945440-33-9.

### Zeitschriftenartikel
- mit Josef Kamphues: Beurteilung der Qualität von Futtermitteln für Ziervögel – welche Möglichkeiten hat der Besitzer vor Ort? In: Gefiederte Welt. Band 37, S. 11–19
- mit Josef Kamphues: Die Futter- und Wasseraufnahme bei Kanarien – Einflussfaktoren und Abhängigkeiten. In: Kleintierpraxis. Band 37, 1992, S. 545–552.
- mit Josef Kamphues: Zur Ernährung von Kanarien. In: Die Voliere. Band 16, 1993, S. 83–89.
- mit Josef Kamphues: Die Futter- und Wasseraufnahme bei Agaporniden (Unzertrennliche) – Grunddaten und Einflußfaktoren. In: Die Voliere. Band 17, 1994, S. 324–334.
- mit Josef Kamphues: Futtermittel für Cardueliden – Zusammensetzung und Futterwert. In: Die Voliere. Band 17, 1994, S. 292–296.
- mit Josef Kamphues: Samenmischungen = „Vollwertkost“ für Papageien? In: Papageien. Band 14, Nr. 2, 2001, S. 56–60 (online).
- mit Sabine Graubohm, Josef Kamphues: Extrudate und Pellets – Futtermittel der Zukunft? In: Papageien. Band 22, Nr. 11, 2009, S. 372–375.
- mit I. Youssef, Josef Kamphues: Baumsaaten für Ziervögel – Futtermittelkundliche Untersuchungen zur Zusammensetzung von Früchten und Samen verschiedener Sträucher und Bäume. In: Gefiederte Welt. Band 133, Nr. 5, 2009, S. 60–63.